# Безбедност у акцији
„Безбедност у акцији” је југословенска телевизијска серија снимљена 1978. године у продукцији Телевизије Београд.

## Улоге
| Глумац        | Улога |
| ------------- | ----- |
| Јанез Врховец |       |

Комплетна ТВ екипа ▼
| Редитељ | Србољуб Божиновић |
| Редитељ | Миљенко Дерета    |